# كارمن مولا
كارمن مولا هو الاسم المُستعار الذي نشر تحته خورخي دياث، وأجوستين مارتينيث، وأنطونيو ميرثيرو سانتوس، كُتّاب سيناريوهات تلفزيونية إسبانية في عمر الأربعينيات والخمسينيات، ثلاثية أدب الجريمة العروس الغجرية في دار نشر الفاجوارا ابتداءً من 2018، حيث حظيت شخصية المفتشة إيلينا بلانكو بدور البطولة في الرواية. اكتُشفت هوية الكُتَّاب الحقيقية في شهر أكتوبر من عام 2021، عندما فازوا بجائزة بلانيتا عن روايتهم الجديدة الوحش.
طبقًا لترجمة سيرة الحياة المُختَلَقة المنسوبة إلى مولا، فقد كانت الكاتبة أيضًا أستاذة جامعية وأم لثلاثة أطفال، وفي مُقابلة سابقة لها، صرحت عن أسباب استخدامها اسم مُستعار، قائلةً:
بلغ الأمر إلى أن وصفت الصحافة كارمن مولا بأنها إيلينا فيرانتي الإسبانية.

## حقيقة الاسم
عقب تكريمهم بجائزة بلانيتا في 2021، قال خورخي دياث لصحيفة فاينانشال تايمز البريطانية أننا بالفعل ثلاثة أصدقاء قررنا قبل أربع سنوات دمج موهبتنا لسرد قصة، وأن كارمن مولا بالفعل ليست أستاذة جامعية. فيما قال أنطونيو ميرثيرو سانتوس لصحيفة إل باييس الإسبانية أننا لم نختبئ وراء امرأة، بل وراء اسم. فيما أعرب الثلاثي أن اختيار الاسم جاء عن طريق الصدفة البحتة، دون التفكير في تبعيات اختيار الاسم الأنثوي أو الآثار المُحتملة. وقوبل اختيار هذا الاسم النسوي لتحقيق نجاح تجاري بالنقد اللاذع من الكثير من النقاد مثل بياتريس جيمينو، الرئيسة السابقة لمعهد المرأة الإسباني، والتي وصفتهم بإنهم مجموعة من المُحتالين. وأردف البعض الآخر أنه لا مُشكلة من ذلك بغية الوصول إلى الإثارة والتشويق. فيما ارتأى البعض أن الموضوع يحتمل نوع من مُحاباة المرأة في المجالات الإبداعية، والتي يجب أن تخضع إلى معايير أدبية وفنية مُحددة دون النظر إلى اللون أو الجنس.

## المُؤثرات
ذكرت مولا أنها تأثرت ببيير ليميتر، وفرد فارغاس، وجون بانفيل، وأليثيا خيمينث بارتليت أو بيكتور ديل أربول.

## الإنتاج الأدبي
العروس الغجرية هو الكتاب الأول لمولا، وقد أصدرته دار نشر الفاجوارا في 17 مايو 2018. يُعد هذا الكتاب بداية سلسلة المفتشة إيلينا بلانكو، والتي بدأت كثلاثية إلى أن نُشر الجزء الرابع لها بعنوان الأمهات في عام 2022. بعد نجاح مبيعات الرواية الأولى، نشرت الفاجوارا، في 4 أبريل 2019، الجزء الثاني من السلسلة تحت عنوان الشبكة الأرجوانية، والذي استمر فيه التحقيق الذي بدأ في العروس الغجرية. في 28 مايو 2020، نُشرت الفاتنة، وهي الرواية الثالثة في السلسلة والأخيرة في ثلاثية العروس الغجرية. وهي رواية لا علاقة لها بالقصة التي نٌسجت في الأجزاء السابقة، ولكنها ارتكزت على الشخصيات نفسها. في 4 نوفمبر 2021، طُرحت رواية الوحش في الأسواق، وهي الرواية الحائزة على جائزة بلانيتا 2021. وفي عام 2022، نُشر الجزء الرابع من سلسلة المفتشة بلانكو تحت عنوان الأمهات.
تُرجمت أعمال كارمن مولا في ثماني دول، ووفقًا لبيانات المبيعات الخاصة بها، فقد بيعت أكثر من 250 ألف نسخة منها، بالإضافة إلى تحويل سلسلة المفتشة إلينا بلانكو إلى مسلسل تلفزيوني مثل العروس الغجرية (2022) من إنتاج دياجونال تي في وفياكوم إنترناشيونال ستوديوز، والذي يُمكن مشاهدته على أتريسميديا (AtresMedia) 
أعلنت دار نشر بلانيتا يوم 4 أكتوبر 2023 لإطلاق الكتاب القادم لكارمن مول تحت عنوان الجحيم.

### سلسلة المفتش إيلينا بلانكو
- كارمن مولا (2018). العروس الغجرية. الفاجوارا. العروس الغجرية 1، 408 صفحة. ISBN 9788420433189[19]
- كارمن مولا (2019). الشبكة البنفسجية. الفاجوارا. العروس الغجرية 2، 432 صفحة. ISBN 9788420435572[20]
- كارمن مولا (2020). الفاتنة. الفاجوارا. العروس الغجرية 3، 392 صفحة.[21]
- كارمن مولا. (2022). الأمهات. الفاجوارا. العروس الغجرية 4، 464 صفحة. ISBN 9788420456027[22]

### الوحش
- كارمن مولا. الوحش. بلانيتا. 544 صفحة.[23]

الوحش هي الرواية الرابعة التي كتبتها كارمن مولا والأولى التي صدرت عن دار نشر بلانيتا. حصلت على جائزة بلانيتا في عام 2021، والتي تبلغ قيمتها مليون يورو. تدور أحداث الرواية أثناء وباء الكوليرا الذي حدث في مدريد عام 1834، وتركز على موجة من الجرائم التي ذهب ضحيتها فتيات أفقر أحياء المدينة.